# چینامی یوشیدا
چینامی یوشیدا (انگلیسی: Chinami Yoshida؛ زادهٔ ۲۶ ژوئیهٔ ۱۹۹۱) ورزشکار کرلینگ و از برندگان مدال‌های بازی‌های المپیک زمستانی ۲۰۱۸ اهل ژاپن است.